# Unione Sportiva Nocerina 1997-1998
Questa pagina raccoglie le informazioni riguardanti l'Unione Sportiva Nocerina nelle competizioni ufficiali della stagione 1997-1998.

## Rosa
| N. |                   | Ruolo | Calciatore         |
| -- | ----------------- | ----- | ------------------ |
| -  | Italia (bandiera) | A     | Roberto Arco       |
| -  | Italia (bandiera) | C     | Salvatore Avallone |
| -  | Italia (bandiera) | A     | Emilio Belmonte    |
| -  | Italia (bandiera) | P     | Giuseppe Caruso    |
| -  | Italia (bandiera) | P     | Vincenzo Criscuolo |
| -  | Italia (bandiera) | D     | Salvatore D'Angelo |
| -  | Italia (bandiera) | C     | Emiliano De Juliis |
| -  | Italia (bandiera) | D     | Massimo De Martis  |
| -  | Italia (bandiera) | A     | Roberto De Palma   |
| -  | Italia (bandiera) | A     | Antonino Di Maggio |
| -  | Italia (bandiera) | D     | Giovanni Di Rocco  |
| -  | Italia (bandiera) | D     | Alessandro Erra    |

| N. |                   | Ruolo | Calciatore          |
| -- | ----------------- | ----- | ------------------- |
| -  | Italia (bandiera) | D     | Marcello Esposito   |
| -  | Italia (bandiera) |       | Manzo               |
| -  | Italia (bandiera) | C     | Salvatore Marra     |
| -  | Italia (bandiera) | C     | Antonio Matarangolo |
| -  | Italia (bandiera) | C     | Gennaro Merolla     |
| -  | Italia (bandiera) | C     | Andrea Pallanch     |
| -  | Italia (bandiera) | D     | Vincenzo Perillo    |
| -  | Italia (bandiera) | C     | Pietro Rubino       |
| -  | Italia (bandiera) | D     | Carlo Tafuni        |
| -  | Italia (bandiera) | C     | Alessandro Toti     |
| -  | Italia (bandiera) | P     | Fabrizio Zambardi   |
| -  | Italia (bandiera) | A     | Alvaro Zian         |

## Risultati

### Campionato

#### Girone di andata
| 31 agosto 1997 1ª giornata | Fermana | 1 – 0 | Nocerina |  |

| 7 settembre 1997 2ª giornata | Nocerina | 3 – 1 | Giulianova |  |

| 14 settembre 1997 3ª giornata | Nocerina | 1 – 0 | Casarano |  |

| 21 settembre 1997 4ª giornata | Atletico Catania | 1 – 2 | Nocerina |  |

| 28 settembre 1997 5ª giornata | Nocerina | 0 – 0 | Ternana |  |

| 5 ottobre 1997 6ª giornata | Savoia | 2 – 0 | Nocerina |  |

| 12 ottobre 1997 7ª giornata | Nocerina | 3 – 0 | Battipagliese |  |

| 19 ottobre 1997 8ª giornata | Cosenza | 3 – 1 | Nocerina |  |

| 26 ottobre 1997 9ª giornata | Nocerina | 2 – 2 | Ascoli |  |

| 9 novembre 1997 10ª giornata | Acireale | 0 – 0 | Nocerina |  |

| 16 novembre 1997 11ª giornata | Nocerina | 1 – 1 | Lodigiani |  |

| 23 novembre 1997 12ª giornata | Turris | 0 – 0 | Nocerina |  |

| 30 novembre 1997 13ª giornata | Nocerina | 2 – 2 | Juve Stabia |  |

| 14 dicembre 1997 14ª giornata | Gualdo | 0 – 1 | Nocerina |  |

| 21 dicembre 1997 15ª giornata | Nocerina | 1 – 1 | Avellino |  |

| 28 dicembre 1998 16ª giornata | Palermo | 2 – 1 | Nocerina |  |

| 11 gennaio 1998 17ª giornata | Nocerina | 0 – 2 | Isola d'Ischia |  |

#### Girone di ritorno
| 18 gennaio 1998 18ª giornata | Nocerina | 2 – 0 | Fermana |  |

| 25 gennaio 1998 19ª giornata | Giulianova | 0 – 1 | Nocerina |  |

| 1º febbraio 1998 20ª giornata | Casarano | 2 – 1 | Nocerina |  |

| 8 febbraio 1998 21ª giornata | Nocerina | 0 – 0 | Atletico Catania |  |

| 15 febbraio 1998 22ª giornata | Ternana | 0 – 0 | Nocerina |  |

| 22 febbraio 1998 23ª giornata | Nocerina | 0 – 1 | Savoia |  |

| 1º marzo 1998 24ª giornata | Battipagliese | 0 – 1 | Nocerina |  |

| 8 marzo 1998 25ª giornata | Nocerina | 1 – 1 | Cosenza |  |

| 15 marzo 1998 26ª giornata | Ascoli | 1 – 1 | Nocerina |  |

| 22 marzo 1998 27ª giornata | Nocerina | 0 – 0 | Acireale |  |

| 5 aprile 1998 28ª giornata | Lodigiani | 1 – 2 | Nocerina |  |

| 11 aprile 1998 29ª giornata | Nocerina | 2 – 1 | Turris |  |

| 19 aprile 1998 30ª giornata | Juve Stabia | 0 – 0 | Nocerina |  |

| 26 aprile 1998 31ª giornata | Nocerina | 3 – 1 | Gualdo |  |

| 3 maggio 1998 32ª giornata | Avellino | 0 – 0 | Nocerina |  |

| 10 maggio 1998 33ª giornata | Nocerina | 1 – 0 | Palermo |  |

| 17 maggio 1998 34ª giornata | Isola d'Ischia | 1 – 1 | Nocerina |  |